# 五亩乡
五亩乡，是中华人民共和国河南省三門峽市灵宝市下辖的一个乡镇级行政单位。地處靈寶市南部，東與蘇村鄉毗連，南與朱陽鎮及盧氏縣交界，西與朱陽鎮、焦村鎮、陽平鎮交錯相鄰，北與尹莊鎮接壤，行政區域面積為241.85平方公里。

## 歷史沿革
西漢元鼎三年（114年），屬弘農縣。
北宋建隆三年（962年），分屬虢略縣、朱陽縣。
元至元十年（1273年），屬靈寶縣。
民國三十八年（1949年）6月，為靈寶縣五畝區，下轄淹底鄉、宋曲鄉、匣裏鄉、桂花鄉4個鄉。
1958年10月，改為五畝公社。
1983年2月，改為五畝鄉。

## 行政区划
五亩乡下辖以下地区：
五亩村、庄里村、庄里坡村、南村、项城村、风脉寺村、宋曲村、岭坪村、梁家洼村、窑院村、盘龙村、台头村、长桥村、东淹村、乔元村、杜家洼村、王家岭村、孙家岭村、马河村、布庄村、白马村、枣洼村、坡头村、桂花村、走马岭村、东庙村、西淹村、白洋村、窑坡村、鱼村和干解垣村。